# Folly Collette
Folly Collette, geboren Folkertje Jantje de Vries (Sneek, 25 mei 1917 – Meerssen, 22 februari 1994) was een Nederlandse 20e-eeuwse sopraan.

## Levensloop
Zij was dochter van Jacob de Vries uit IJlst en modiste Saakje Blok uit Sneek. Ze trouwde  met musicus Joannes Collette (1918-1995).
Vader was vanaf 1927 jarenlang (koor-)dirigent verbonden aan de Weesinrichting Neerbosch. Het gezin kwam toen over uit Sneek. Van haar opleiding is vooralsnog niets bekend. Ze stond vanaf 1936 regelmatig op podia in Nijmegen en omgeving, vaak in concerten waarbij haar vader de leiding had. Vanaf 1943 was ze voorts zanglerares aan de Arnhemse Muziekschool annex conservatorium. Zij leerde daar haar toekomstig man kennen, die er namelijk ook les gaf en wel op dwarsfluit en blokfluit.
De aanschrijving mej. Folly de Vries wordt na de Tweede Wereldoorlog gewijzigd in Folly Collette-de Vries. Ze zong als zodanig mee in Die Schöpfung van Joseph Haydn in de Grote Kerk van Breda, nog steeds aangeduid onder sopraan uit Nijmegen. In de jaren vijftig en zestig sluit het echtpaar zich aan bij diverse gezelschappen die oude klassieke muziek uitvoeren, meest onder leiding van Kees Otten. Ze zong bijvoorbeeld in Muziekkring Obrecht en de opvolger daarvan Syntagma Musicum. In de jaren zeventig vestigde het echtpaar zich in Meerssen alwaar ze Muziekgroep Collette beginnen, een sterk op Studio Laren lijkend ensemble. Folly geeft dan privéles vanuit haar woning.  Ze verdwijnt na die advertentie geheel uit beeld. Ze overleed in 1994 op 76-jarige leeftijd.
Andries de Braal droeg zijn Magnificat voor sopraan en orgel (1954) aan haar op.
Uit het huwelijk kwam dochter Caroline Collette voort die operazangeres werd; zij huwde met kunstschilder en jazzliefhebber Henk Mommaas. Hun zoon Marc Mommaas werd saxofonist.
- MusicBrainz: e6585608-b78d-4bea-a7b6-c74edacdbd17